# 南康徳駅
南康徳駅（ナムガンドクえき、남강덕역）は朝鮮民主主義人民共和国咸鏡北道清津市松坪区域に位置する朝鮮民主主義人民共和国鉄道省平羅線および康徳線の駅である。

## 歴史
- 日時不明：開業。